# Zábřezí-Řečice
Zábřezí-Řečice település Csehországban, Trutnovi járásban. Zábřezí-Řečice Doubravice, Bílé Poličany, Třebihošť, Trotina és Zdobín településekkel határos. Lakosainak száma 140 fő (2024. január 1.).

## Népesség
A település lakosságának változását az alábbi diagram mutatja:
| Lakosok száma | 307  | 270  | 261  | 206  | 151  | 143  | 146  | 144  | 137  | 140  |
|               | 1869 | 1900 | 1921 | 1961 | 1980 | 2011 | 2016 | 2019 | 2021 | 2024 |